# Eois auruda
Eois auruda är en fjärilsart som beskrevs av Paul Dognin 1900. Eois auruda ingår i släktet Eois och familjen mätare. Inga underarter finns listade i Catalogue of Life.